# Чіхарула
Чіхарула (груз. ჭიხარულა) — село в Грузії.
За даними перепису населення 2014 року в селі проживає 255 осіб.